# Gustav Cords
Gustav Cords (* 12. Oktober 1870 in Hamburg; † 18. Februar 1951 in Berlin) war ein deutscher Komponist.

## Biografie
Gustav Cords war der Sohn eines Cellisten an der Hamburgischen Staatsoper. Von 1887 bis 1891 studierte er in Hamburg, Sondershausen und Wiesbaden Komposition bei dem berühmten Musiktheoretiker Hugo Riemann (1849–1919), zu dessen Schülern auch Cords’ Zeitgenossen Max Reger und Hans Pfitzner gehörten. 1894 bis 1911 war er Geiger im Hessischen Staatstheater Wiesbaden, 1911 bis 1919 Präsident des Allgemeinen Deutschen Musikerverbandes in Berlin und danach, mit dem Titel „Kammermusiker“, Mitglied der Staatskapelle Berlin. Zum 1. Oktober 1932 trat er der NSDAP bei (Mitgliedsnummer 1.339.809).

## Werke (Auswahl)
- Sonnwendnacht. Oper (Uraufführung 1919 in Nürnberg)
- Fliegenpilz. Märchenoper
- Sinfonie a-moll (Uraufführung 1913 in Berlin)
- Symphonische Suite für Orchester
- Gudrun. Sinfonisches Fragment (Uraufführung in Wiesbaden)
- Hellas. Sinfonische Fantasie (Uraufführung in Wiesbaden)
- In Sturm und Not. Ouvertüre für Orchester
- Variationen über ein eigenes Thema für Orchester op. 58
- Konzert h-moll für Violine und Orchester op. 55
- Konzert e-moll für Violoncello und Orchester op. 56
- Berceuse für Cornet à Pistons und Orchester
- Konzert-Fantasie es-moll für Cornet à Pistons und Orchester (auch auf dem Euphonium gespielt)
- Melodia appassionata für Cornet à Pistons und Orchester
- Sextett für 5 Bläser und Klavier
- Klavierquartett op. 25
- Klaviertrio op. 61
- Miniaturen für Streichquintett op. 14
- Streichquartett
- Suite im alten Stil für drei Violinen op. 57
- Fünf Vortragsstücke für Violoncello und Klavier op. 59
- Sechs Bagatellen für Violine und Klavier op. 37
- Suite für Oboe und Klavier op. 53
- Romanze für Cornet à Pistons und Klavier (auch auf dem Euphonium gespielt)
- Valse-Impromptu für Cornet à Pistons und Klavier
- zahlreiche Lieder